# Aeronautes
Az Aeronautes a madarak (Aves) osztályának sarlósfecske-alakúak (Apodiformes) rendjébe, ezen belül a  sarlósfecskefélék (Apodidae) családjába tartozó nem.

## Rendszerezés
A nemet Ernst Hartert írta le 1892-ben, az alábbi 3 faj tartozik ide:
- fehérmellű sarlósfecske (Aeronautes saxatalis)
- hegyi sarlósfecske (Aeronautes montivagus)
- andoki sarlósfecske (Aeronautes andecolus)